# کیسلوفودسک
شهر کیسلوفودسک (به روسی: Кисловодск) در کشور روسیه و در کرای استاوروپول واقع شده‌است.